# 松田ふみ子
松田 ふみ子（まつだ ふみこ、1905年3月19日 - 没年不明）は、日本の女性ジャーナリスト。
奈良県出身。梅花女子専門学校（梅花女子大学の前身）から、九州帝国大学文学部に進み、1930年に卒業。1937年、中央公論社に入社し、『婦人公論』の編集を担当。1944年、毎日新聞社に移り、『サンデー毎日』の記者として活躍。1961年、退社。1966年 - 1975年、労働省婦人少年局審議会委員。1980年 - 1993年、エリザベス・サンダースホーム理事長。

## 著書
- 『私の名はおんな記者』学風書院 1953
- 『婦人記者の眼』東洋経済新報社 家庭文庫 1954
- 『幸福はどこに 女性の眼』東都書房 1958
- 『男性鑑別法』文陽社 1959
- 『夫婦の愛情に関する三十八章』文陽社
- 『美しき十代のなやみ』誠文堂新光社 1966
- 『新・女の学校』誠文堂新光社 1966

### 編共著
- 『この先生たち』編 角川書店 1958
- 『女性の幸福 私の生活と意見』編 東西文明社 1958
- 『青年と思想』淡野安太郎,城塚登共著 文教書院 現代青年選書 1961

### 翻訳
- アン・マリー・キーフアー,エデイット・ベルガー『ナチス女子勤労奉仕』アルス ナチス叢書 1941

## 注
1. ↑  『現代日本人名録』1987年